# 安多尔诺米卡
安多尔诺米卡（義大利語：Andorno Micca），是意大利比耶拉省的一个市镇。总面积12平方公里，人口3504人，人口密度292.0人/平方公里（2009年）。ISTAT代码为096002。